# Дре (округ)
Округ Дре (фр. Arrondissement de Dreux) — округ у Франції, в департаменті Ер і Луар. 2023 року округ об'єднував 108 муніципалітетів, населення становило 129 040 осіб.
Адміністративний центр (супрефектура) — Дре.

## Муніципалітети
Список муніципалітетів округу та їхні коди INSEE:
1. Абондан (28001)
2. Авелю (28193)
3. Алленвіль (28003)
4. Ане (28007)
5. Ардель (28008)
6. Беру-ла-Мюлотьєр (28037)
7. Бершер-сюр-Вегр (28036)
8. Бонкур (28050)
9. Бош (28030)
10. Брезоль (28059)
11. Брешам (28058)
12. Бруе (28062)
13. Буассі-ан-Друе (28045)
14. Буассі-ле-Перш (28046)
15. Бутіньї-Пруе (28056)
16. Бю (28064)
17. Вер-ан-Друе (28405)
18. Вернує (28404)
19. Вільє-ле-Мор'є (28417)
20. Вільме-сюр-Ер (28415)
21. Гарансьєр-ан-Друе (28170)
22. Гарне (28171)
23. Гуссенвіль (28185)
24. Гюенвіль (28187)
25. Дамп'єрр-сюр-Авр (28124)
26. Діньї (28130)
27. Дре (28134)
28. Еклюзель (28136)
29. Ескорпен (28143)
30. Жерменвіль (28178)
31. Жиль (28180)
32. Жодре (28200)
33. Кресі-Куве (28117)
34. Круазій (28118)
35. Крюсе-Віллаж (28120)
36. Кулон (28113)
37. Ла-Мансельєр (28231)
38. Ла-Пюїзе (28310)
39. Ла-Сосель (28368)
40. Ла-Ферте-Відам (28149)
41. Ла-Фрамбуазьєр (28159)
42. Ла-Шапель-Форенвільє (28076)
43. Ла-Шапель-Фортен (28077)
44. Ла-Шоссе-д'Іврі (28096)
45. Ламблор (28202)
46. Лан (28206)
47. Ле-Булле-ле-Дез-Егліз (28053)
48. Ле-Булле-Мівуай (28054)
49. Ле-Булле-Тьєррі (28055)
50. Ле-Меній-Сімон (28247)
51. Ле-Меній-Тома (28248)
52. Ле-Пентьєр (28299)
53. Ле-Рессюент (28314)
54. Ле-Шатле (28090)
55. Лорме (28213)
56. Лувільє-ан-Друе (28216)
57. Лувільє-ле-Перш (28217)
58. Люре (28223)
59. Майбуа (28226)
60. Марвіль-Мутьє-Брюле (28239)
61. Маршезе (28235)
62. Мезьєр-ан-Друе (28251)
63. Монтіньї-сюр-Авр (28263)
64. Монтрей (28267)
65. Морвільє (28271)
66. Нерон (28275)
67. Ножан-ле-Руа (28279)
68. Оне-су-Кресі (28014)
69. Ормуа (28289)
70. Прюдеманш (28308)
71. Пюїзе (28312)
72. Реверкур (28315)
73. Роер (28316)
74. Рувр (28321)
75. Рюей-ла-Гадельєр (28322)
76. Сен-Жан-де-Ребервільє (28341)
77. Сен-Лоран-ла-Гатін (28343)
78. Сен-Любен-де-Краван (28346)
79. Сен-Любен-де-ла-Е (28347)
80. Сен-Любен-де-Жоншере (28348)
81. Сен-Люсьян (28349)
82. Сен-Мексм-Отрив (28351)
83. Сенант (28372)
84. Сен-Ремі-сюр-Авр (28359)
85. Сен-Совер-Марвіль (28360)
86. Сенонш (28373)
87. Сент-Анж-е-Торсе (28323)
88. Сент-Жемм-Моронваль (28332)
89. Сент-Уан-Маршефруа (28355)
90. Серазере (28374)
91. Сервіль (28375)
92. Сольньєр (28369)
93. Сорель-Муссель (28377)
94. Соссе (28371)
95. Тімер-Гатель (28386)
96. Трамбле-ле-Віллаж (28393)
97. Треон (28394)
98. Уерр (28292)
99. Улен (28293)
100. Фавероль (28146)
101. Фав'єр (28147)
102. Фессанвільє-Маттанвільє (28151)
103. Фонтен-ле-Рибу (28155)
104. Шарпон (28082)
105. Шатенкур (28087)
106. Шатонеф-ан-Тімере (28089)
107. Шеризі (28098)
108. Шодон (28094)